# Olympische Sommerspiele 1904/Leichtathletik – Marathon (Männer)
Der Marathonlauf der Männer bei den Olympischen Spielen 1904 in St. Louis wurde am 30. August 1904 in St. Louis ausgetragen. Es nahmen 38 Athleten teil, von denen 14 das Rennen beendeten.
Die US-Athleten konnten einen Dreifachsieg feiern. Thomas Hicks gewann vor Albert Corey und Arthur Newton.

## Rekorde
Im Marathonlauf wurden noch bis 2003 keine offiziellen Weltrekorde geführt, es gab inoffizielle Weltbestzeiten.
| Weltbestleistung   | 2:29:23,6 h | Jack Caffery   | Kanada       | 1901                     | gelaufen über 39 km |
| Olympischer Rekord | 2:58:50 h   | Spyridon Louis | Griechenland | OS Athen, 10. April 1896 |                     |

Anmerkung zur Marathondistanz:

Eine Einigung über die Streckenlänge gab es erst 1921, als das IOC die Distanz des Marathons der Olympischen Spiele 1908 in London als verbindliche Länge von 42,195 km festlegte.

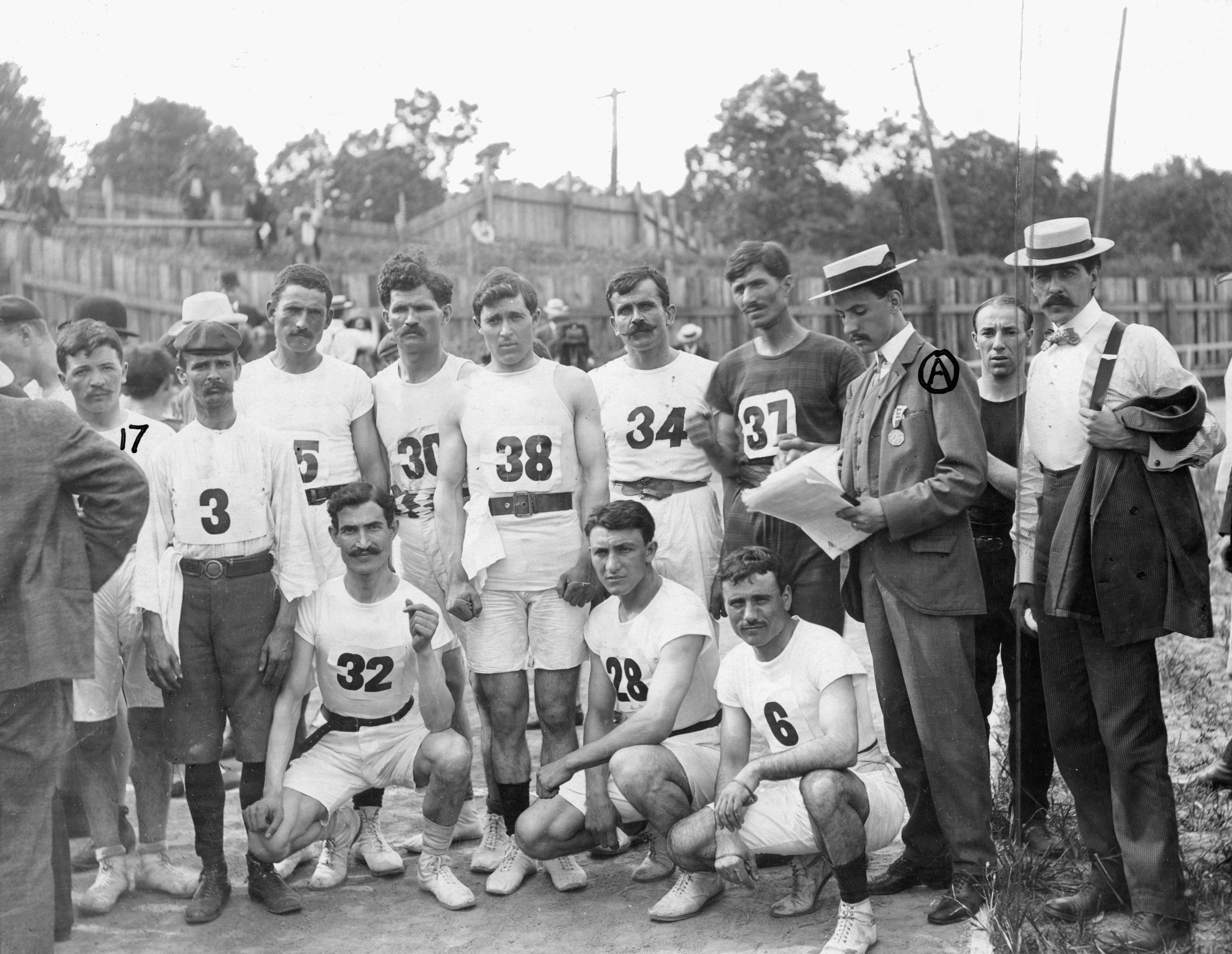
Gruppe von Marathonläufern vor dem Rennen: Félix Carvajal (Nr. 3), Geo. D Vamvakitis (25), John Furla (30), John Lugitsas (38), George Drosos (34), Georgios Louridas (37), Harry Janakas (32), Andreas Ikonomou (28), Christos D. Zehoouritis (6)

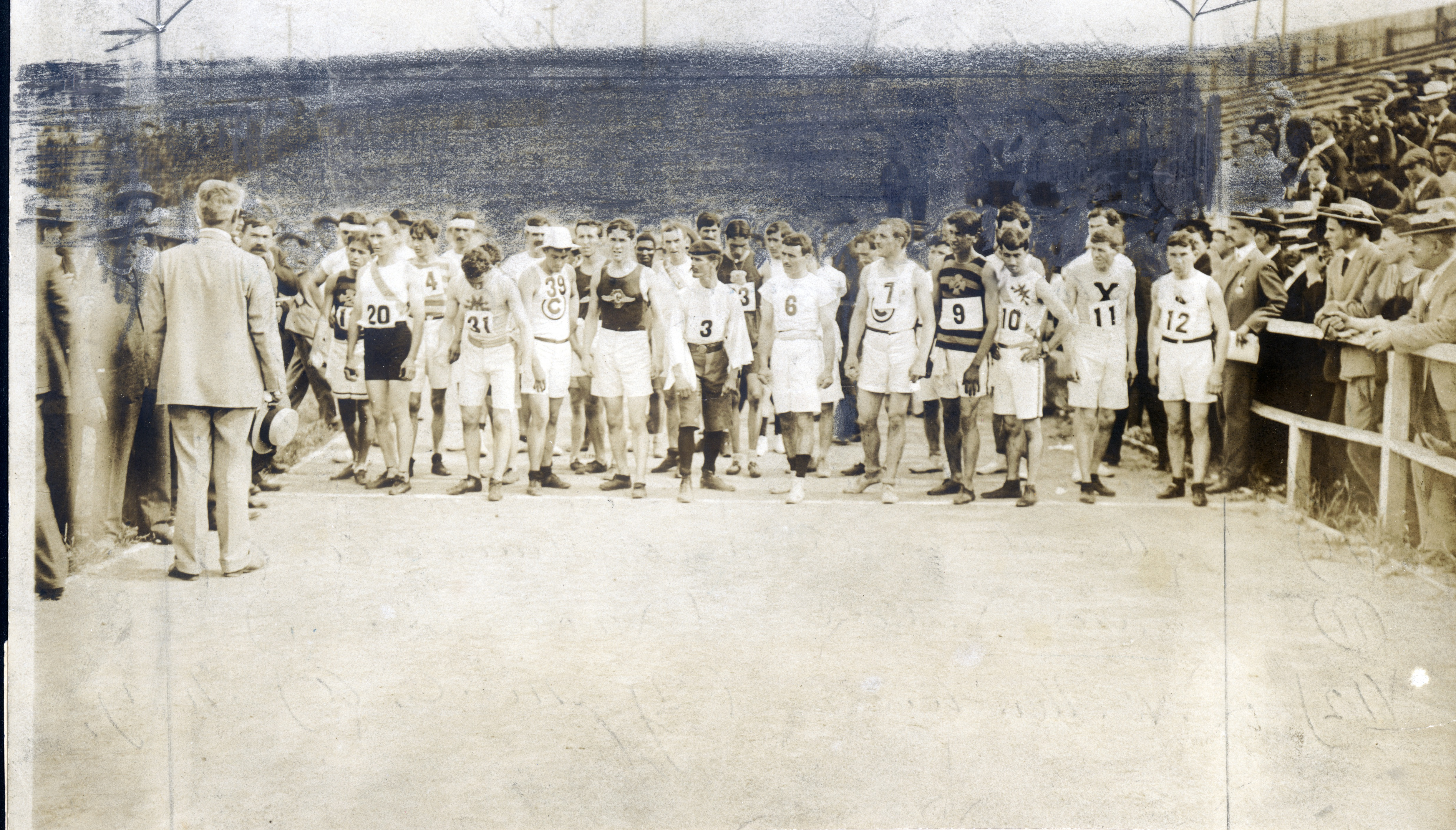
Start zum Marathonlauf, (vordere Reihe, v. l. n. r.): Thomas Hicks (Nr. 20), Frederick Lorz (31), Sidney Hatch (39), John Lordan, Félix Carvajal (3), Christos D. Zehouritis (6), Albert L. Cory (7), Frank Pierce (9), Sammy Mellor (10), Edward P. Car (11), Arthur Newton (12)

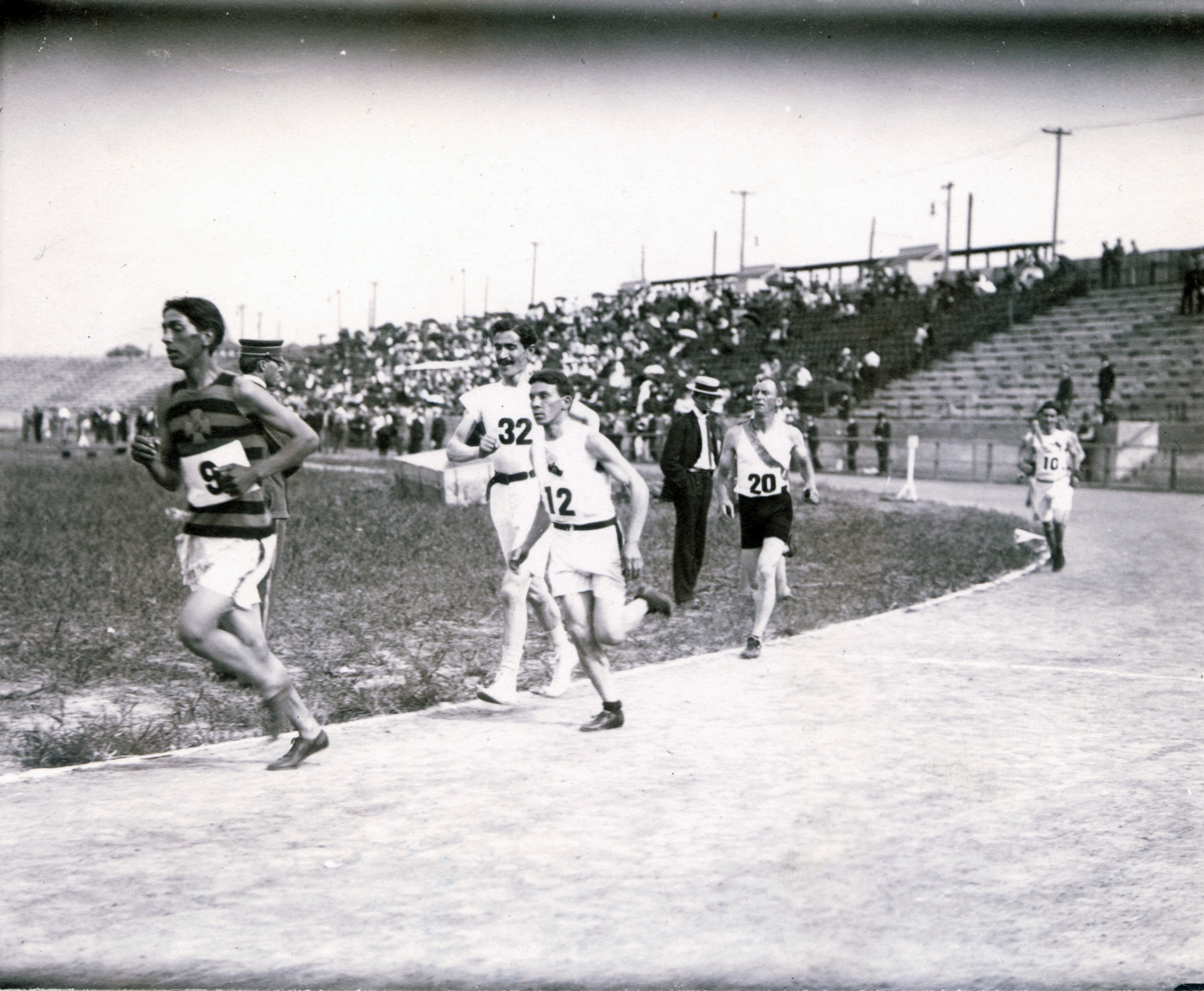
Spitzengruppe in der Anfangsphase: Frank Pierce (Nr. 9), Mike Spring (12), Charilaos Giannakas (32), Thomas Hicks (20), Sammy Mellor (10)

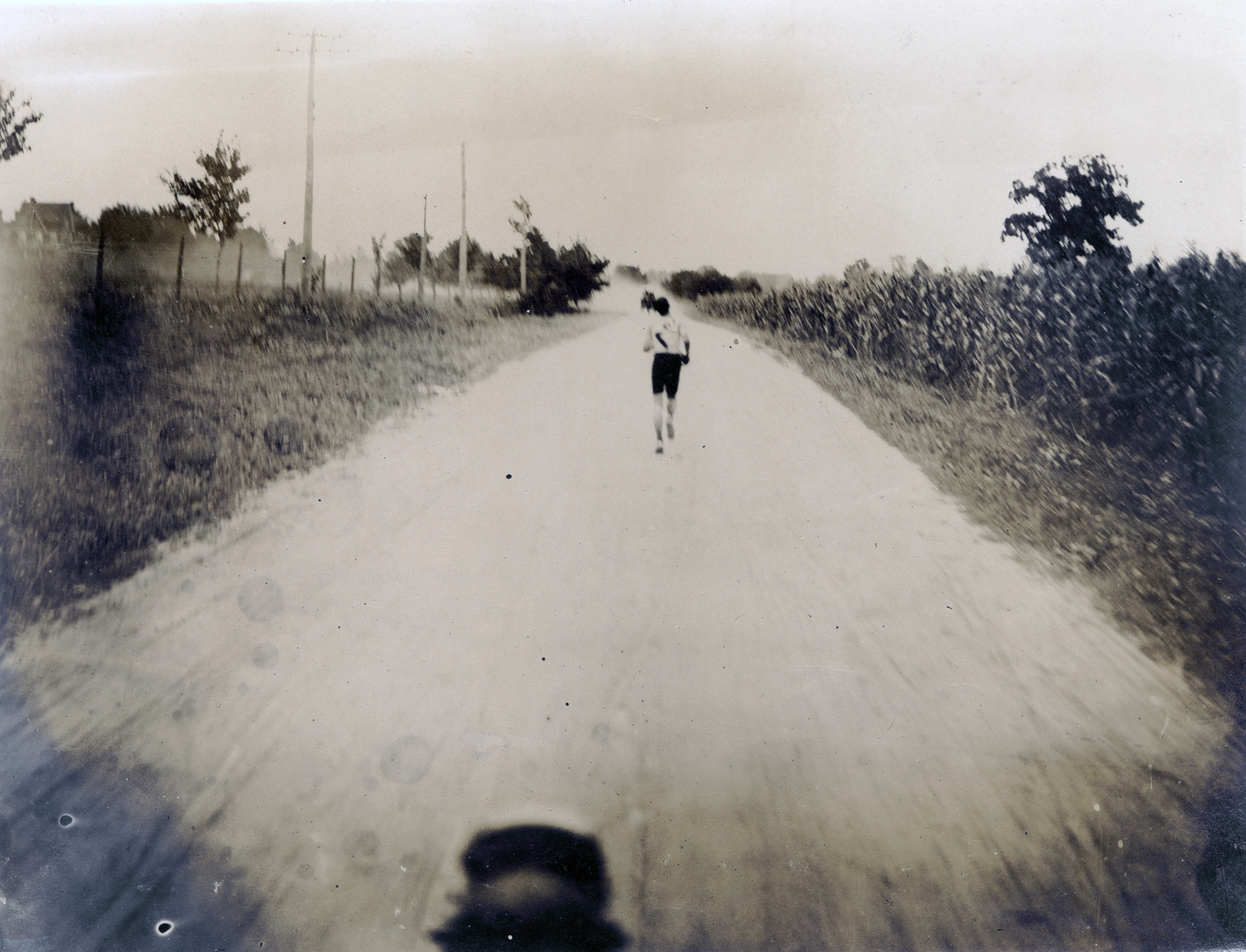
Thomas Hicks an der 20-Meilen-Marke

## Ergebnis
| Platz | Athlet               | Land         | Zeit (h)                                   |
| ----- | -------------------- | ------------ | ------------------------------------------ |
| 1     | Thomas Hicks         | USA          | 3:28:53                                    |
| 2     | Albert Corey         | USA          | 3:34:52                                    |
| 3     | Arthur Newton        | USA          | 3:47:33                                    |
| 4     | Félix Carvajal       | Kuba         | k. A.                                      |
| 5     | Dimitrios Veloulis   | Griechenland | k. A.                                      |
| 6     | David Kneeland       | USA          | k. A.                                      |
| 7     | Harry Brawley        | USA          | k. A.                                      |
| 8     | Sidney Hatch         | USA          | k. A.                                      |
| 9     | Len Taunyane         | Südafrika    | k. A.                                      |
| 10    | Christos Zechouritis | Griechenland | k. A.                                      |
| 11    | Harry Devlin         | USA          | k. A.                                      |
| 12    | Jan Mashiani         | Südafrika    | k. A.                                      |
| 13    | John Furla           | USA          | k. A.                                      |
| 14    | Andreas Ikonomou     | Griechenland | k. A.                                      |
| –     | Georgios Drosos      | Griechenland | DNF nach Kluge/ SportsReference/ IOC-Seite |
| –     | Georgios Louridas    | Griechenland | DNF nach Kluge/ SportsReference/ IOC-Seite |
| –     | Ioannis Loungitsas   | Griechenland | DNF nach Kluge/ SportsReference/ IOC-Seite |
| –     | Petros Pipilis       | Griechenland | DNF nach Kluge/ SportsReference/ IOC-Seite |
| –     | Georgios Vamkaitis   | Griechenland | DNF nach Kluge/ SportsReference/ IOC-Seite |
| –     | Robert Harris        | Südafrika    | DNF nach Kluge/ SportsReference/ IOC-Seite |
| –     | Edward Carr          | USA          | DNF nach Kluge/ SportsReference/ IOC-Seite |
| –     | Robert Fowler        | USA          | DNF nach Kluge/ SportsReference/ IOC-Seite |
| –     | John Foy             | USA          | DNF nach Kluge/ SportsReference/ IOC-Seite |
| –     | William Garcia       | USA          | DNF nach Kluge/ SportsReference/ IOC-Seite |
| –     | Thomas Kennedy       | USA          | DNF nach Kluge/ SportsReference/ IOC-Seite |
| –     | John Lordan          | USA          | DNF nach Kluge/ SportsReference/ IOC-Seite |
| –     | Sammy Mellor         | USA          | DNF nach Kluge/ SportsReference/ IOC-Seite |
| –     | Frank Pierce         | USA          | DNF nach Kluge/ SportsReference/ IOC-Seite |
| –     | Guy Porter           | USA          | DNF nach Kluge/ SportsReference/ IOC-Seite |
| –     | Mike Spring          | USA          | DNF nach Kluge/ SportsReference/ IOC-Seite |
| –     | Charilaos Giannakas  | Griechenland | DNF – Sp.Ref./ IOC                         |
| –     | Sidney Hatch         | USA          | DNF nach IOC-Seite                         |
| –     | Harry Jenakas        | Griechenland | DNF nach Kluge                             |
| –     | K. Lantos            | Griechenland | DNF nach Kluge                             |
| –     | J. Thirla            | Griechenland | DNF nach Kluge                             |
| –     | D. Tsokas            | Griechenland | DNF nach Kluge                             |
| –     | J.J. Kennedy         | USA          | DNF nach Kluge                             |
| –     | Frederick Lorz       | USA          | DSQ                                        |

## Wettkampfverlauf

Streckenführung des Marathons

Der Marathonlauf war offiziell 40 Kilometer bzw. 24,85 Meilen lang, vermutlich war er aber fast 2 Kilometer länger. 32 Läufer nahmen um 15:08 Uhr die Strecke in Angriff, die durch die nördlich des Stadions gelegenen Vororte von St. Louis führte. Die Rennbedingungen waren hart: Die äußerst hügelige Strecke (sieben Steigungen mit 30 bis 100 Meter Höhendifferenz) führte über unbefestigte Straßen mit einer mehreren Zentimeter dicken Staubschicht. Begleitautos und -pferde wirbelten zusätzlich Staub auf, wodurch zahlreiche Läufer an starken Hustenkrämpfen litten. Obschon die Temperaturen durchwegs über 32 °C (90 °F) lagen, stand nur eine einzige Wasserstelle zur Verfügung. Im Verlaufe des Rennens gab es zahlreiche Wechsel an der Spitze, die einzelnen Läufer lagen zum Teil sehr weit auseinander. Nach etwa der Hälfte übernahm Thomas Hicks die Führung und erreichte schließlich nach fast dreieinhalb Stunden das Ziel. Nur 14 Läufer bewältigten die gesamte Strecke.
Hicks’ Siegeslauf gibt einen Einblick in das mangelnde sportmedizinische Wissen zu jener Zeit. Auf Anraten seiner Begleiter durfte er kein Wasser trinken, sondern lediglich seinen Mund mit destilliertem Wasser ausspülen. Etwa bei Kilometer 28 erhielt er ein Milligramm Strychnin mit einem Eiweiß. Bei Kilometer 32 gab es ein zweites Eiweiß mit Strychnin sowie einen Schluck Brandy. Außerdem wurde ihm der ganze Körper mit warmem Wasser abgerieben. Auf der letzten Meile aß Hicks zwei weitere Eier und nahm etwas Brandy zu sich, seine Begleiter wiederholten das Abreiben mit Wasser.
Frederick Lorz hatte nach 15 Kilometern aufgegeben. Er stieg in ein Begleitfahrzeug, das mit einer Panne liegenblieb. Er begab sich zu Fuß zum Ziel und ließ sich dort als Sieger feiern. Obwohl er beteuerte, dass er sich lediglich einen Scherz erlaubt hatte, wurde er lebenslang für die Olympischen Spiele gesperrt. Der amerikanische Verband war nachsichtiger und ließ die Sperre im darauffolgenden Jahr auslaufen, woraufhin Lorz auf ehrliche Weise den Boston-Marathon gewann.
Angeblich soll der barfuß laufende Südafrikaner Len Taunyane mehr als eine Meile lang von einem Hund verfolgt worden sein, wodurch er etwa sechs bis sieben Minuten verlor. Der viertplatzierte Kubaner Félix Carvajal – in manchen Quellen auch als Andarín Carvajal bezeichnet – lief das Rennen mit schweren Straßenschuhen. Da er keine Turnhose besaß, schnitt er vor dem Start die Beine seiner normalen Hose ab, um sich der Hitze anzupassen. Zur Erfrischung nahm er unterwegs frisches Obst zu sich, woraufhin er von Magenkrämpfen ausgebremst wurde.
Hier gibt es eine komplette Übereinstimmung der verwendeten Quellen bis auf die Läufer, die das Rennen aufgaben. Diese sind in der Tabelle oben aufgelistet mit entsprechenden Anmerkungen zur jeweiligen Quelle.

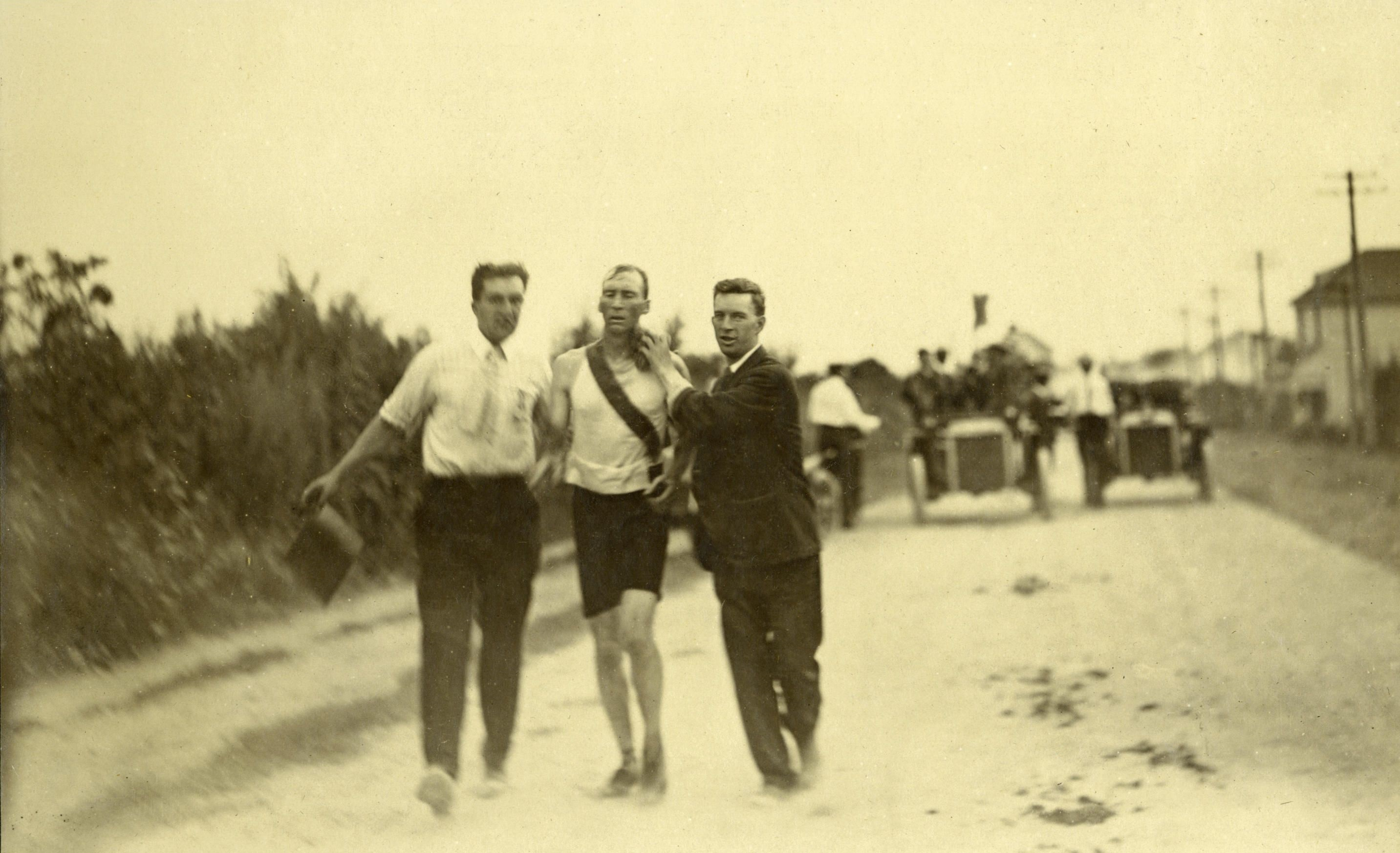
Thomas Hicks mit Begleitern während des Rennens
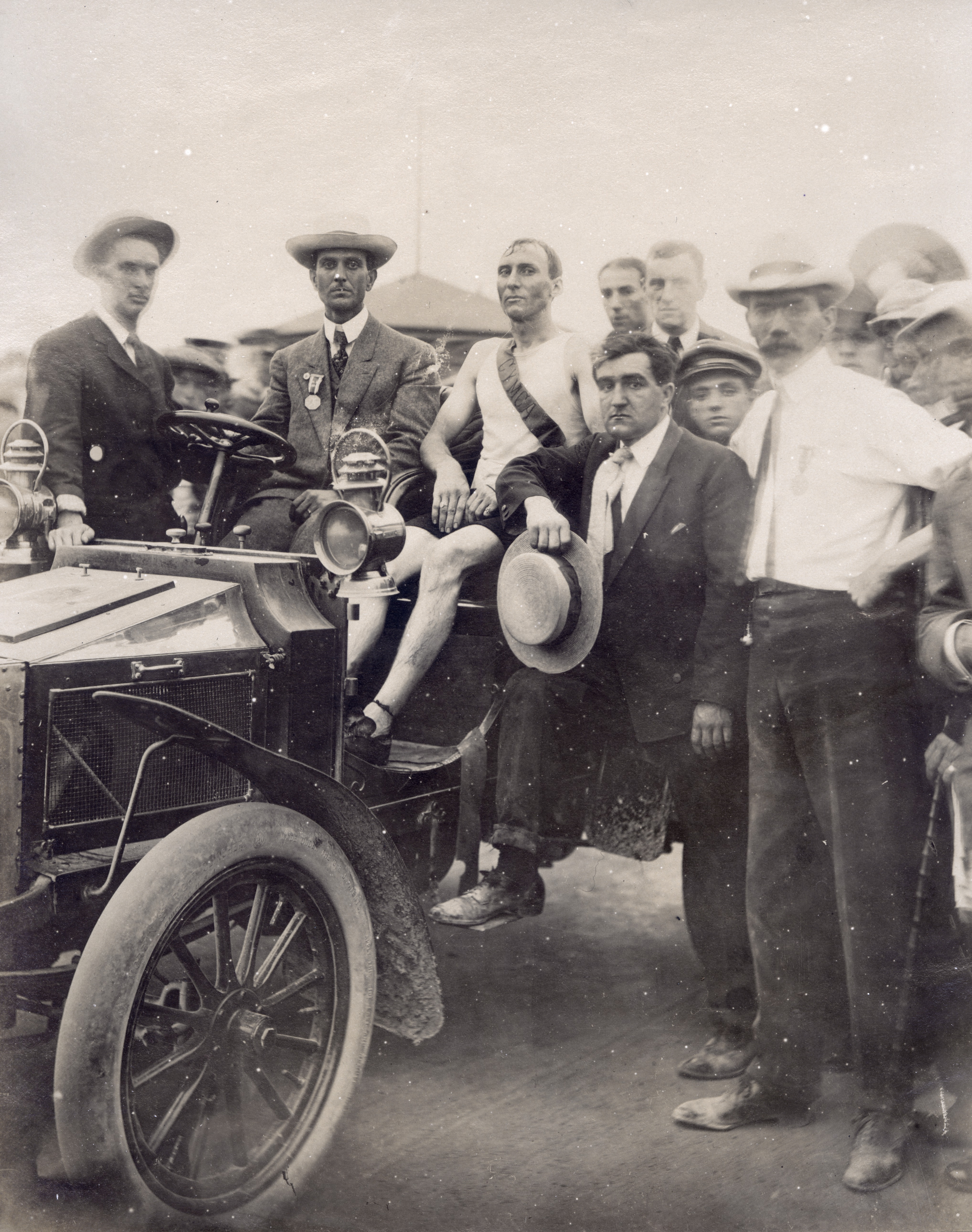
Olympiasieger Thomas Hicks nach dem Wettkampf
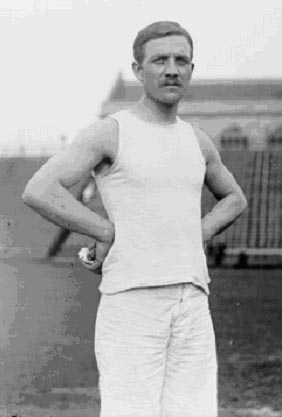
Der Olympiazweite Albert Corey
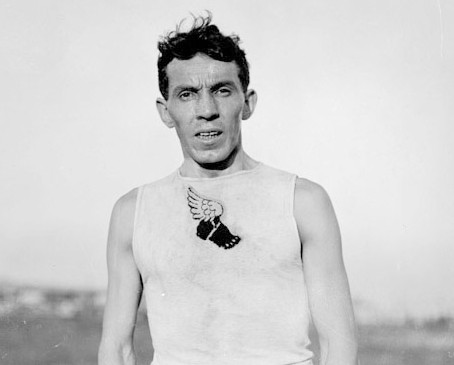
Bronzemedaillengewinner Arthur Newton
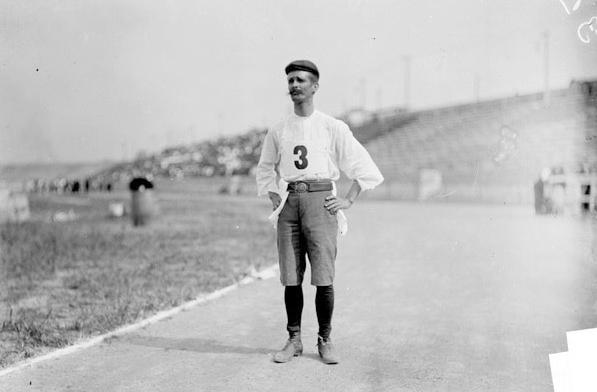
Félix Carvajal belegte Rang vier
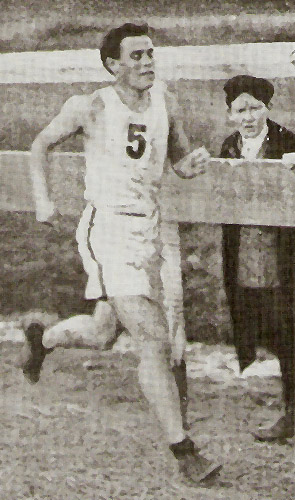
Der Olympiaachte Sidney Hatch
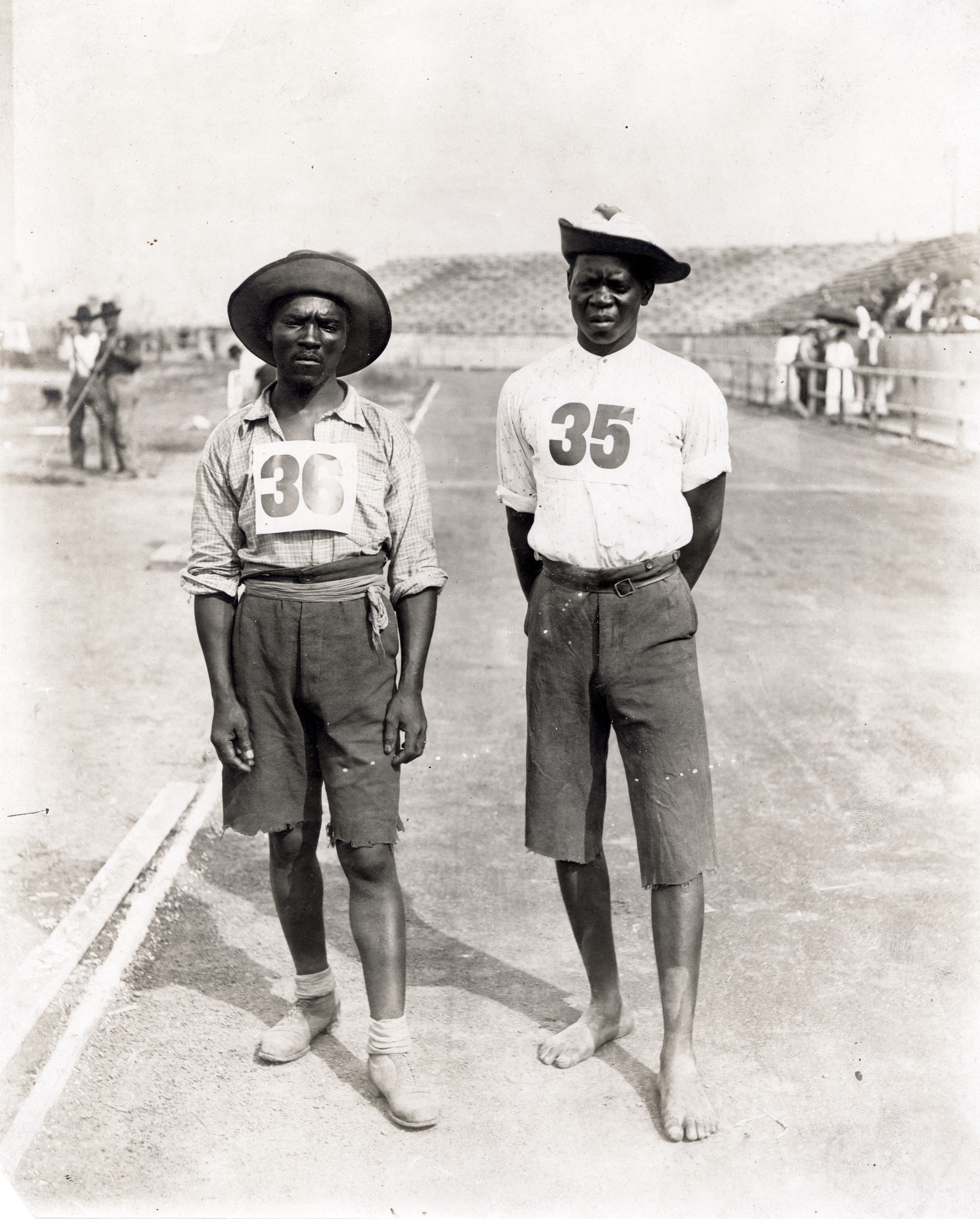
Die Südafrikaner Len Taunyane (links), Neunter, und Jan Mashiani, Zwölfter
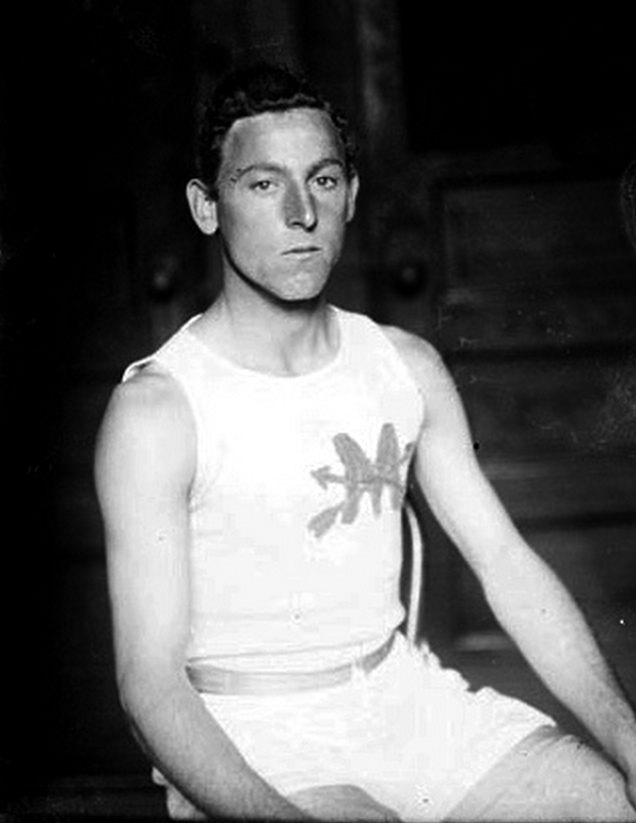
Frederick Lorz – disqualifiziert, weil er einen großen Teil der Strecke per Auto zurückgelegt hatte